# Mao Yushi
Mao Yushi, né en 1929 à Nankin, est un ancien dissident, économiste, et auteur de rapports très critiques envers Mao Zedong. Auteur d’une quinzaine de livres sur l'intérêt du libre-échange et de la privatisation, Mao Yushi a reçu en 2012 le Freedom Prize du Cato Institute. Son autorité a contribué à faire évoluer la pensée des décideurs politiques vers l’économie de marché.

## Biographie
En 1946, il intègre le département de gestion des affaires de l'Université des Communications de Shanghai. Lors de la fondation de la Chine nouvelle en 1949, Mao Yushi y adhère sans restriction, il rejoint Qiqiha'er dans le Heilongjiang et travaille comme conducteur de train, technicien et ingénieur. En 1955, il est muté à Pékin, à l'Institut de recherches des chemins de fer.
En 1958, il est purgé comme droitiste. Puis en 1959, il est envoyé dans la province du Shandong, il y vit 3 ans alors que sévit la Grande famine. Dans le village où il doit cultiver la terre, il voit mourir de faim une centaine de personnes. Lui-même subsiste en se nourrissant de sauterelles.
Il est persécuté pendant la révolution culturelle, sa femme eut la tête rasée, et sa mère, la moitié du crâne. Ils nettoyaient les rues, les passants pouvaient les battre.
En 1993, il fonde l'institut indépendant  Unirule.
En 2008, il signe la charte 08.
Mao a été réprimé pendant longtemps parce que son discours et ses opinions idéologiques ne sont pas compatibles avec les autorités chinoises. En janvier 2024, à l'âge de 95 ans, il a quitté la Chine et s'est installé à Vancouver, Canada, et a déclaré qu'il ne reviendrait jamais en Chine.

## Critiques de Mao Zedong et du parti communiste
Dans un article intitulé Retrouver la vérité de Mao en tant qu’être humain, Mao Yushi considèrait que « la fausse divinité Mao serait finalement éliminée et qu’il serait traduit en justice. ». Il répertoriait les crimes de Mao avec le Grand Bond en avant et ses 3 ans de famine et 30 millions de morts par la faim ; la Révolution culturelle qui a « tué 50 millions d’âmes » avec la lutte des classes. De plus  Mao Zedong était particulièrement licencieux mais « personne n’osait le critiquer ». À propos de la Révolution culturelle, Mao Yushi écrit  « Le chef de la Bande des Quatre, le meneur de ce désastre national était bel et bien au donjon de Tian’anmen ».
Mao Yushi estime à 50 millions le nombre de victimes du Parti communiste chinois entre 1949 et 1979. Puis en 30 ans, il estime les victimes à 200 000 personnes.

## Récompense
- Prix Milton Friedman pour la liberté en 2012 du Cato Institute[10].